# Museum der Strohverarbeitung

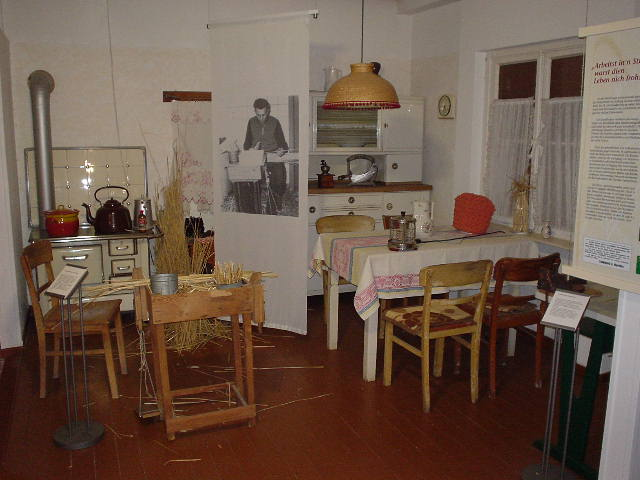
Küche aus den 1950er Jahren im Museum der Strohverarbeitung: Trinkhalmfertigung in Heimarbeit

Das Museum der Strohverarbeitung in Twistringen (Landkreis Diepholz, Niedersachsen) ist ein Regionalmuseum in privater Trägerschaft (Förderverein). Seit 1996 ist es sowohl ein Regional- als auch ein Spezialmuseum für die Verarbeitung von Stroh und einmalig in Deutschland. Dokumentiert wird die Geschichte und Entwicklung der Strohindustrie von ihren Anfängen bis in die Gegenwart.

## Beschreibung
1992 wurde der „Förderverein Museum der Strohverarbeitung Twistringen e. V.“ gegründet. Danach erfolgte Stück für Stück der Aufbau des Museums mit dem Erwerb und Ausbau einer Scheune, dem Erwerb von Maschinen, Arbeitsgeräten und -zubehör zur Strohverarbeitung sowie der Erarbeitung eines Museumskonzeptes. 
In einer ehemaligen Scheune sind auf 850 m² Ausstellungsfläche historische Maschinen, Geräte, Arbeitszubehör und andere Zeugnisse aus den ehemaligen strohverarbeitenden Betrieben Twistringens ausgestellt. Ein rekonstruierter Heim-Arbeitsplatz ist ebenfalls zu sehen. Auf der Museumsdiele können Gäste bewirtet werden.
Dokumentiert werden 300 Jahre Strohverarbeitung in Twistringen. Dabei wird auch der vor allem seit den 1960er Jahren eingetretene Strukturwandel deutlich. Schwerpunkte des Ausstellungsangebotes sind die – vor allem historische – Herstellung von Strohhüten, Trinkhalmen, Strohgeflechten, Malotten (Ummantelungen für Flaschen), Docken und Matten aus Stroh. Soziale Aspekte (Heim- und Kinderarbeit) werden ebenfalls thematisiert.
Darüber hinaus bietet das Strohmuseum über das Jahr verteilt Sonderaktionen an. Seit 2007 werden in der Sonderausstellung „fossilia twistringensia“ Fossilien aus der Umgebung ausgestellt.
Rund 40 ehrenamtliche Helfer einschließlich dem ehrenamtlichen Museumsleiter kümmern sich um den weiteren Ausbau des Museums und um die Betreuung und Bewirtung der Besucher.

## Auszeichnungen
- 2019: Kulturpreis des Landkreises Diepholz[1]